# Chaetostomella zhuravlevi
Chaetostomella zhuravlevi är en tvåvingeart som beskrevs av Basov 2000. Chaetostomella zhuravlevi ingår i släktet Chaetostomella och familjen borrflugor. Inga underarter finns listade i Catalogue of Life.